# Genting Dream
El Genting Dream es un crucero de la clase Breakaway operado por Resorts World Cruises. El barco tiene una longitud de 335,33 metros (1100 pies 2 pulgadas), un ancho de 39,7 metros (130 pies 3 pulgadas), un desplazamiento de 150 695 toneladas y una velocidad máxima de más de 23 nudos (43 km/h; 26 mph).
La construcción del Genting Dream, el primer barco de la marca de cruceros Dream Cruises, se terminó el 12 de octubre de 2016 y el barco zarpó de Papenburg, Alemania, al día siguiente. El barco fue diseñado y ordenado originalmente para Star Cruises, pero fue transferido a Dream Cruises durante la construcción. Después de la liquidación en 2022 de la empresa matriz de Dream Cruises, Genting Hong Kong, el barco fue alquilado a Resorts World Cruises.